# 870'erne
Århundreder: 8. århundrede – 9. århundrede – 10. århundrede
Årtier: 820'erne 830'erne 840'erne 850'erne 860'erne – 870'erne – 880'erne 890'erne 900'erne 910'erne 920'erne
År: 870 871 872 873 874 875 876 877 878 879